# データ・クラスタリング
クラスタリング（英: clustering）、クラスタ解析（クラスタかいせき）、クラスター分析（クラスターぶんせき）は、データ解析手法（特に多変量解析手法）の一種。教師なしデータ分類手法、つまり与えられたデータを外的基準なしに自動的に分類する手法。また、そのアルゴリズム。
さまざまな手法が提案されているが、大きく分けるとデータの分類が階層的になされる階層型手法と、特定のクラスタ数に分類する非階層的手法とがある。それぞれの代表的な手法としてウォード法、K平均法などがある。
似ているデータをグループにまとめる処理に応用できるため、利用者が似たような記事を発見できるようにアルゴリズムを組むときなどに有効である。